# Zufar ibn al-Hudhail
Zufar ibn al-Hudhail, auch Imam Zufar, (arabisch زفر بن الهُذيل, DMG Zufar ibn al-Huḏayl; * 728 in Isfahan; † 774 in Basra; [ca. 110–158, nach dem islamischen Kalender]) war ein islamischer Religionsgelehrter der Hanefitischen Rechtsschule.

## Leben
Er gilt hinter den al-Imamain (Die zwei Imame) Abū Yūsuf und Muhammad ibn al-Hasan als wichtigster Schüler von Abū Hanīfa.
Sein Vater al-Hudhayl (Hudhail) fungierte in Isfahan und Basra als Gouverneur. Abu Hanifa soll Zufar besonders geschätzt haben, beide waren persischer Abstammung. Es finden sich zahlreiche seiner Aussagen in hanafitischen Rechtsbüchern und in Hadith-Sammlungen, eigenständige Schriften sind nicht bekannt.
Abdullah al-Ansärl soll über ihn folgendes berichtet haben: „Man wollte Imäm Zufar zum Kadi ernennen, doch er hat es nicht akzeptiert. Daraufhin wechselte er sein Haus und versteckte sich. Als er krank wurde, baten ihn Abü Yüsuf […] und andere darum, ein Vermächtnis zu hinterlassen. Er sagte: ‚Jenes Gut gehört meiner Frau und diese Güter dem Sohn meines Bruders.‘“ Die Anwesenden wunderten sich darüber, denn da sein Bruder noch lebte, hätte dessen Sohn keinen Anspruch auf das Erbe. Nach seinem Tod nahm sein Bruder seine Witwe zur Frau und sie gebar ihm einen Sohn. Nun wurde klar, was mit der wundersamen Aussage gemeint war.